# Michael Logan (Autor)
Michael Logan (geb. vor 1936) ist ein Autor aus dem 20. Jahrhundert, über den nur wenig bekannt ist. 
Michael Logan schrieb 1936 mit Robert Thoeren das Drehbuch für die französischen Komödie Fanfare d'Amour. Die erste Neuverfilmung entstand 1951 mit dem deutschen Film Fanfaren der Liebe von Kurt Hoffmann. 1959 wurde Logans Geschichte mit Marilyn Monroe, Tony Curtis und Jack Lemmon noch einmal verfilmt, nämlich als Manche mögen’s heiß von Billy Wilder. Allerdings hatte Wilder im Gegensatz zu Hoffmann nur einige Teile von Logans Originaldrehbuch übernommen und stattdessen neue Elemente hinzugefügt. Manche mögen's heiß wurde zu einem Welterfolg und lief später unter anderem als Musical am Broadway. 1966 wurde zudem ein Roman von Logan als Carré de dames pour un as mit Roger Hanin in der Hauptrolle verfilmt.